# Compsilura solitaria
Compsilura solitaria är en tvåvingeart som först beskrevs av Charles Howard Curran 1940.  Compsilura solitaria ingår i släktet Compsilura och familjen parasitflugor.
Artens utbredningsområde är Zimbabwe. Inga underarter finns listade i Catalogue of Life.